# Open International de tennis de Roanne 2024
L'Open International de tennis de Roanne 2024 è stato un torneo maschile di tennis professionistico. È stata la 3ª edizione del torneo, facente parte della categoria Challenger 100 nell'ambito dell'ATP Challenger Tour 2024, con un montepremi di 121 000 €. Si è giocato dal 7 al 13 ottobre 2024 sui campi in cemento indoor del Le Scarabée di Roanne, in Francia.

## Partecipanti

### Teste di serie
| Nazionalità | Giocatore             | Ranking* | Testa di serie |
| ----------- | --------------------- | -------- | -------------- |
| Regno Unito | Cameron Norrie        | 52       | 1              |
| Francia     | Quentin Halys         | 100      | 2              |
| Italia      | Mattia Bellucci       | 101      | 3              |
| Croazia     | Duje Ajduković        | 117      | 4              |
| Francia     | Luca Van Assche       | 117      | 5              |
| Francia     | Pierre-Hugues Herbert | 123      | 6              |
| Francia     | Lucas Pouille         | 125      | 7              |
| Francia     | Constant Lestienne    | 138      | 8              |

* Ranking al 30 settembre 2024.

### Altri partecipanti
I seguenti giocatori hanno ricevuto una wild card per il tabellone principale:
- Gabriel Debru
- Théo Papamalamis
- Luca Van Assche

I seguenti giocatori sono entrati in tabellone come alternate:
- Clément Chidekh
- Calvin Hemery
- Matteo Martineau

I seguenti giocatori sono passati dalle qualificazioni:
- Elias Ymer
- David Jordà Sanchis
- Robin Bertrand
- Étienne Donnet
- Jelle Sels
- Vitaliy Sachko

I seguenti giocatori sono entrati in tabellone come lucky loser:
- Antoine Bellier
- Jiří Veselý

## Punti e montepremi
| Torneo    | Torneo              | V      | F     | SF    | QF    | 2T    | 1T    | Q | Q2  | Q1  |
| Singolare | Punti               | 100    | 50    | 25    | 14    | 7     | 0     | 4 | 2   | 0   |
| Singolare | Premi in denaro (€) | 16 020 | 9 415 | 5 555 | 3 240 | 1 900 | 1 160 | – | 580 | 290 |
| Doppio    | Punti               | 100    | 50    | 25    | 14    | –     | 0     | – | –   | –   |
| Doppio    | Premi in denaro (€) | 6 845  | 4 050 | 2 400 | 1 420 | –     | 800   | – | –   | –   |

## Campioni

### Singolare
Benjamin Bonzi ha sconfitto in finale  Matteo Martineau con il punteggio di 7–5, 6–1.

### Doppio
Nicolás Barrientos /  David Pel hanno sconfitto in finale  Jakub Paul /  Matěj Vocel con il punteggio di 4–6, 6–3, [10–6].